# 千葉市立千城小学校
千葉市立千城小学校（ちばしりつ ちしろしょうがっこう）は、千葉県千葉市若葉区大宮町にある公立小学校。

## 沿革
- 1877年（明治10年）3月 - 坂尾小学校創設
- 1899年（明治32年）2月 - 坂尾尋常小学校を合併して千城尋常小学校となる
- 1903年（明治36年） - 現在地に校舎新築移転
- 1941年（昭和16年）4月 - 千城国民学校と改称
- 1946年（昭和21年）12月 - 校歌制定
- 1947年（昭和22年）5月 - 学制改革により千葉市立千城小学校と改称
- 1951年（昭和26年）4月 - 坂月・金親両分校合併独立して千城第2小学校として発足（現坂月小学校）
- 1963年（昭和38年）3月 - 校旗制定
- 1966年（昭和41年）5月 - 体育館竣工、プール竣工
- 1971年（昭和46年）3月 - 鉄筋校舎竣工
- 1980年（昭和55年）7月 - 第2運動場新設
- 1987年（昭和62年）10月 - 玄関校章設置
- 1995年（平成7年）3月 - コンピュータルーム新設、ランチルーム新設
- 2001年（平成13年）7月 - 第一グラウンド登り棒新設
- 2002年（平成14年）3月 - 第二グラウンド鉄棒新設（旧鉄棒撤去）
- 2004年（平成16年）1月 - 体育館解体
- 2005年（平成17年）4月 - 体育館竣工

## 構造
丘の上に校舎と体育館や校庭、プール、アスレチックスなど主要なものがあり、校舎の裏に小道を挟んで第二グラウンドがある。校庭中央に大きなケヤキが植えてある。このケヤキが学校のシンボルにもなっている。

## 学校周辺
学校の周辺は住宅街や水田が広がる。また、近くに大きなグラウンドや遊具を備えた下長公園があり、千葉市立加曾利中学校も近隣に位置する。運動会などの学校の行事には地域の住民も参加し、地域と共に子供を育てることを目標としている。